# Scepticism and Animal Faith
Skepticism and Animal Faith (1923) é uma obra posterior do filósofo americano nascido na Espanha George Santayana. Ele pretendia que fosse "apenas a introdução a um novo sistema de filosofia", uma obra que mais tarde seria chamada de Os Reinos do Ser, que constitui a maior parte de sua filosofia, juntamente com A Vida da Razão.
O ceticismo é o principal tratado de epistemologia de Santayana; após sua publicação, ele não escreveu mais sobre o assunto. Seu prefácio começa humildemente, com Santayana dizendo:
| “ | Here is one more system of philosophy. If the reader is tempted to smile, I can assure him that I smile with him...I am merely trying to express for the reader the principles to which he appeals when he smiles. | ” |

Além disso, ele não reivindica supremacia filosófica:
| “ | I do not ask anyone to think in my terms if he prefers others. Let him clean better, if he can, the windows of his soul, that the variety and beauty of the prospect may spread more brightly before him. | ” |

Embora Santayana reconheça a importância do ceticismo para a filosofia e comece duvidando de quase tudo; a partir daqui, ele busca encontrar algum tipo de verdade epistemológica. O idealismo está correto, afirma Santayana, mas não tem consequências. Ele faz esta afirmação pragmática ao afirmar que os homens não vivem de acordo com os princípios do idealismo, mesmo que isso seja verdade. Temos funcionado durante eras sem aderir a tais princípios e podemos continuar, pragmaticamente, como tal. Ele postula a necessidade da "Fé Animal" de mesmo nome, que é a crença naquilo que nossos sentidos nos dizem; “A filosofia começa in medias res ”, garante-nos no início do seu tratado. 